# Giải thưởng Hội Nhà Văn
Giải thưởng Hội Nhà văn Việt Nam là một giải thưởng văn học của Hội Nhà văn Việt Nam. Hằng năm Hội Nhà văn Việt Nam đều tổ chức phát động và trao Giải thưởng Hội Nhà Văn cho các loại hình văn học. Đồng thời, cứ mỗi 5 năm, Hội trao Giải thưởng Thăng Long cho các hoạt động văn học có ý nghĩa nhất.
Dưới đây là danh sách các giải thưởng các năm (danh sách này chưa đầy đủ).
| Năm  | Văn xuôi                           | Thơ                                                             | Lý luận phê bình                                        | Văn học dịch                                             | Văn học thiếu nhi                   | Nguồn |
| ---- | ---------------------------------- | --------------------------------------------------------------- | ------------------------------------------------------- | -------------------------------------------------------- | ----------------------------------- | ----- |
| 2021 | Một ví dụ xoàng Nguyễn Bình Phương |                                                                 | Văn bản văn học và sự bất ổn của nghĩa Trương Đăng Dung | Châu Phi nghìn trùng (Isak Dinesen) Hà Thế Giang         | Mùa tiểu học cuối cùng Lê Văn Nghĩa | [ 1 ] |
| 2022 | Bửu Sơn Kỳ Hương Lý Lan            | Ngàn bài thơ khác Trần Lê Khánh Bóng của ý nghĩ Nguyễn Bảo Chân |                                                         | Hiệp sĩ thánh chiến (Henryk Sienkiewicz) Nguyễn Hữu Dũng | Thung lũng Đồng Vang Trung Sỹ       | [ 2 ] |

## 2018
- Hoàng đế - Ryszard Kapuscinski - Người dịch: Nguyễn Chí Thuật - Văn học dịch

- Tương lai được viết trên đá cổ - Fernando Rendón - Phạm Long Quận - Văn học dịch

- Văn học Nga hiện đại - những vấn đề lý thuyết và lịch sử - Trần Thị Phương Phương - Phê bình Văn học

## 2017
- Khổ vì trí tuệ -  Alexandr Griboedov - Lê Đức Mẫn - Văn học dịch

- Bóng người trong bóng núi - Lê Thành Nghị - Phê bình Văn học

- Cách tân nghệ thuật văn học phương Tây- Phùng Văn Tửu - Phê bình Văn học

- Vũ Hùng - Bộ 18 tác phẩm viết cho thiếu nhi - Giải thưởng Sự nghiệp Văn học

## 2016
- Mưa đỏ - Chu Lai - Văn xuôi

- Làn gió chảy qua - Lê Minh Khuê - Văn xuôi

- Lâu đài sói - Hilary Mantel - Nguyễn Chí Hoan - Văn học dịch

- Nữ quyền luận ở Pháp và tiểu thuyết nữ Việt Nam đương đại - Trần Huyền Sâm - Phê bình Văn học

- Giọt nước trong lá sen - Khuất Bình Nguyên - Phê bình Văn học

- Vũ khúc Tày - Y Phương - Thơ

- Tổ quốc nhìn từ biển - Nguyễn Việt Chiến - Thơ

## 2015
- Thông reo Ngàn Hống - Nguyễn Thế Quang - Văn xuôi

- Kỳ nhân làng ngọc: tập truyện ngắn - Trần Thanh Cảnh - Văn xuôi

- Người đàn ông đến từ Bắc Kinh - Henning Mankell - Nguyễn Minh Châu - Văn học dịch

- Các lý thuyết nghiên cứu văn học ảnh hưởng và tiếp nhận từ ngày đổi mới đến nay - Nguyễn Văn Dân - Phê bình Văn học

- Âm thanh của tưởng tượng - Lê Hồ Quang - Phê bình Văn học

- Vườn khuya - Trần Hùng - Thơ

- Long mạch - Hoàng Trần Cương - Thơ

## 2014
- Biên bản chiến tranh 1-2-3-4.75 - Trần Mai Hạnh - Văn xuôi

- Cuộc chiến đi qua -  Kanta Ibragimov - Đào Minh Hiệp - Văn học dịch

- Trăm năm trong cõi... - Phong Lê - Phê bình Văn học

- Thơ Việt Nam hiện đại, tiến trình & hiện tượng - Nguyễn Đăng Điệp - Phê bình Văn học

- Trường ca ngắn, kịch thơ - Nguyễn Thụy Kha - Thơ

## 2013
- Tập tiểu luận và bút ký về nghề văn: Phút giây huyền diệu - Ma Văn Kháng

- Tập truyện ngắn: Bãi vàng, Đá quý, Trầm hương - Nguyễn Trí

- Tập thơ: Những lớp sóng ngôn từ - Mã Giang Lân

- Văn học dịch: Tiểu thuyết Nông dân - Wladyslaw St. Reymont do Nguyễn Văn Thái dịch.

## 2012
- Văn xuôi:
  - Giải thưởng: Tập truyện ngắn Thành phố đi vắng - Nguyễn Thị Thu Huệ.
  - Bằng khen:
    - Tiểu thuyết Trò chơi hủy diệt cảm xúc - Y Ban
    - Tiểu thuyết lịch sử Một thế kỷ bị mất - Phạm Ngọc Cảnh Nam.

- Thơ:
  - Giải thưởng: 
    - Tác phẩm Trường ca chân đất - Thanh Thảo
    - Tập thơ Màu tự do của đất - Trần Quang Quý
    - Tập thơ Giờ thứ 25 - Phạm Đương.

  - Bằng khen:
    - Tập thơ Hoa hoàng đàn nở muộn - Khuất Bình Nguyên
    - Tập thơ Chất vấn thói quen - Phan Hoàng.

- Lý luận phê bình:
  - Giải thưởng: Cuốn sách Đa cực và điểm đến - Văn Chinh.

## 2011
- Tiểu thuyết “Đội gạo lên chùa” (Nguyễn Xuân Khánh),

- Tập phê bình lý luận “Bàn về minh triết và minh triết Việt” (Hoàng Ngọc Hiến)

- Tập truyện ký “Huyền thoại tàu không số” (Đình Kính)

- 2 tập thơ “Ngày linh hương nở sáng” (Đinh Thị Như Thúy) và “Hoan ca” (Đỗ Doãn Phương).

- Bên cạnh đó, Hội Nhà văn Việt Nam cũng tặng bằng khen cho 2 tác phẩm: “Một bàn tay thì đầy” (Tiểu thuyết) của Hoàng Việt Hằng; “Bài hát ngày mai” (Thơ) Bản dịch của Lê Đăng Hoan (tác giả Ko Un - Hàn Quốc).

## 2010
- 4 tập tiểu thuyết, truyện ngắn:
  - “Lính trận” (Trung Trung Đỉnh)
  - “Minh sư” (Thái Bá Lợi)
  - “Lỏng và Tuột” (Trần Đức Tiến)
  - “Giữa dòng chảy lạc” (Nguyễn Danh Lam)

- 2 tập thơ:
  - “Bầu trời không mái che” (Mai Văn Phấn)
  - “Sóng và khoảng lặng” (Từ Quốc Hoài)

## 2009
- Giải thưởng duy nhất của năm 2009 đã thuộc về tác phẩm lý luận phê bình “Tản mạn nghiệp văn” của Đinh Quang Tốn.

- Bên cạnh đó, Cho tôi xin một vé đi tuổi thơ của Nguyễn Nhật Ánh được Ban chấp hành Hội trao tặng thưởng.

## 2008
- Văn xuôi:
  - “Ngôi nhà xưa bên suối”, tập truyện ngắn của Cao Duy Sơn
  - “Sóng chìm”, tiểu thuyết của Đình Kính
  - “Tiếng khóc của nàng Út”, tiểu thuyết của Nguyễn Chí Trung.

- Văn học dịch:
  - Tên tôi là Đỏ của Orhan Pamuk, bản dịch của Phạm Viêm Phương và Huỳnh Kim An

## 2007
- Tập thơ Khúc hát trái tim - Mattie J.T.Stepanek do Hữu Việt dịch

- Tiểu thuyết "Và khi tro bụi" của nhà văn Việt kiều Đoàn Minh Phượng

## 2006
- Giải thưởng:
  - Thương lượng với thời gian, tập thơ của Hữu Thỉnh
  - Cánh đồng bất tận, truyện vừa của Nguyễn Ngọc Tư

- Tặng thưởng:
  - Gia đình bé mọn, tiểu thuyết của Dạ Ngân
  - Paris ngày 11 tháng 8, tiểu thuyết của Thuận
  - Thượng Đức, tiểu thuyết của Nguyễn Bảo Trường Giang
  - Lô lô, tập thơ của Ly Hoàng Ly

## 2005
- Hai giải thưởng:
  - Tản mạn trước đèn (tùy bút của Đỗ Chu)
  - Cuộc đời của Pi (tiểu thuyết của Yann Martel, dịch giả Trịnh Lữ)

- Năm tặng thưởng:
  - Thức đến sáng và mơ (tập thơ của Phạm Thị Ngọc Liên)
  - Cho (tập thơ của Mai Linh)
  - Những bức tường lửa (tiểu thuyết của Khuất Quang Thụy)
  - Một thoáng văn nhân (chân dung văn học của Nguyên An)
  - Những ngôi sao băng (tập thơ Nga, dịch giả Thúy Toàn)

## 2004
- Không có giải A.

- Giải B cho sáu tác phẩm:
  - Quỷ thành (tập truyện của Lê Bầu)
  - Gió mưa gửi lại (tập truyện của Thùy Linh)
  - Miệt vườn xa lắm (tập truyện của Dạ Ngân)
  - Rừng xưa xanh lá (ký của Bùi Ngọc Tấn)
  - Giấc mơ hình chiếc thớt (tập thơ của Trần Quang Quý)
  - Hoa (tập thơ của cố tác giả Lãng Thanh)

- Ngoài ra có 10 tặng thưởng dành cho tác phẩm của các tác giả khác. Bạn nào biết 10 tác phẩm tặng thưởng nói tôi bổ sung.

## 2003
- Không có giải A.

- 7 tác phẩm được tặng giải B:
  - Cơn giông, tiểu thuyết  của Lê Văn Thảo
  - Lễ tẩy trần tháng tư, thơ của Inrasara, Nguyễn Tiến Văn dịch
  - Thơ lục bát của Trần Mạnh Hảo
  - Mùa không gió, thơ của Lê Thành Nghị
  - Ảo giác, thơ của Tuyết Nga
  - Cây bút đời người, tập chân dung văn học của Vương Trí Nhàn
  - Đàn hương hình tiểu thuyết của Mạc Ngôn, dịch giả Trần Đình Hiến

- 3 tác phẩm được tặng thưởng gồm:
  - Kính vạn hoa, bộ truyện trường thiên cho thiếu nhi của Nguyễn Nhật Ánh
  - Đi hết đường mưa, tập truyện ngắn của Phạm Hải Anh
  - Miền xa thẳm, tiểu thuyết của Phạm Hoa

## 2002
Danh sách năm này còn thiếu.
- Không có giải A. 8 tác phẩm được giải thưởng, 8 tác phẩm được tặng thưởng.
  - Tập thơ Sóng reo - Nguyễn Đình Thi
  - Một loài chim trên sóng - Đỗ Chu (văn)
  - Ném câu thơ vào gió - Bằng Việt (thơ)
  - Thời hoa đỏ - Thanh Tùng (thơ)
  - Quỷ trong trăng (tập truyện ngắn) - Trần Thùy Mai

## 2001
- Không có giải A. 7 giải B:
  - Chim khách kêu (tập truyện ngắn - Nguyễn Kiên)
  - Ngọn đèn không tắt (tập truyện ngắn - Nguyễn Ngọc Tư)
  - Miền xanh thẳm (truyện thiếu nhi - Trần Hoài Dương)
  - Cõi lạ (thơ - Thu Nguyệt)
  - Một ngọn đèn xanh (thơ - Trúc Thông)
  - Văn chương và đổi mới (lý luận phê bình - Trịnh Đình Khôi)
  - Nhà văn Việt Nam hiện đại - chân dung và phong cách (lý luận phê bình, Nguyễn Đăng Mạnh)

- Ngoài ra, có 7 tác phẩm được nhận tặng thưởng:
  - Nhật ký chiến tranh (ký - Chu Cẩm Phong)
  - Người trồng địa lan (tập truyện ngắn - Dương Duy Ngữ)
  - Trên mặt đất (tập thơ - Đặng Huy Giang)
  - Lời của lá (tập thơ - Nông Thị Ngọc Hòa)
  - Tranh luận văn học (lý luận phê bình - Nguyễn Hoàng Sơn)
  - Khúc hát gõ mái chèo (dịch - Phan Văn Các)
  - Nỗi đau và niềm tin (dịch - Lê Sơn)

## 2000
- Không có giải A.
- Văn xuôi: Không có giải A và giải B; giải C:
  - “Truyện ngắn Lê Minh Khuê” - Lê Minh Khuê
  - Tập truyện “Mây núi Thái Hàng” - Bão Vũ

- Thơ:
  - Giải B: tập thơ “Trầm tích” - Hoàng Trần Cương
  - Giải C: 
    - “Mưa trong thành phố” - Lê Thành Nghị
    - “Nhặt lại thời gian” - Gia Minh

- Lý luận phê bình:
  - Giải B: “Nghiên cứu văn học - lý luận và ứng dụng” - Nguyễn Văn Dân